# Patricia Pereyra
Patricia Pereyra (Lima, 14 de novembro de 1968) é uma atriz peruana.

## Filmografia

### Cinema
- El acuarelista (2008) como Claudia.
- Javier Pérez de Cuéllar (2006) como El Imperturbable.
- Huántar (2005)
- Tu te lo pierdes (2005)
- Causas naturales (2004)
- Utopía de Victoria Clay (2003)
- Ojos que no ven (2002) como Elena.
- Fidel (2001) como Enfermeira.
- Eisenstein (2000) como Repórter.
- Tres son peor que una (1992)
- Bandidos (1991) como La joven.
- Camino largo a Tijuana (1991) como Lila.

### Televisão
- Puertas al más allá (2011) como Carmen.
- Cara o cruz (2002) como Teresa Alcántara.
- Háblame de amor (1999) como Norma.
- Travesuras del corazón (1998) como Isabel Revilla.
- Capricho (1993) como Raquel Aranda Montaño.
- Fugitivos del diablo (1990)
- Amor de nadie (1990) como Sabrina.
- Hora marcada (1990) como Natiely.
- Teresa (1989) como Aurora Molina.
- Amor en silencio (1988) como Sandy Grant.
- Rosa salvaje (1987-1988) como Norma.
- Pobre juventud (1986) como Alejandra.
- Vivir un poco (1985) como Atenas Merisa Obregón.
- Carmín (1984) como Fiorella Menchelli.

### Teatro
- El avaro
- Otelo
- Cena entre amigos
- Rojo amanecer
- Lamiak
- El último Fuego